# Secondo ponte di Wuhan
Il Secondo ponte di Wuhan (in cinese: 武汉长江二桥) è un ponte strallato che attraversa il fiume Azzurro all'altezza della città di Wuhan. Costruito nella prima metà degli anni'90, è il secondo ponte del capoluogo dell'Hubei dopo il ponte di Wuhan.